# Союз Ветеранів Десанту

Союз Ветеранів Десанту (за статутом — Громадське об'єднання «Союз Ветеранів Десанту») — є добровільним, неприбутковим громадським об'єднанням, створеним з метою захисту інтересів ветеранів високомобільних десантних військ ЗС України та ветеранів антитерористичної операції на території Донецької та Луганської областей України. Організація створена на основі єдності інтересів для спільної реалізації її членами своїх прав і свобод, задоволення та захисту своїх законних соціальних, творчих, економічних, наукових та інших спільних інтересів.[недоступне посилання з листопадаа 2019] Керівник - Сергій Сень

## Історія
Союз Ветеранів Десанту було створено в грудні 2015 року.

## Досягнення
- Одне із досягненням організації було те, що 31 липня 2016 року було відкрито перший соціальний тренажерний зал «Купол» у приміщення школи №100 на вул. Величковського, 58. (Шевченківський район, Рясне-2)»

Але «У нас є амбітна мета – відкрити тренажерні зали у кожному районі Львова».- заявив Керівник спілки Сергій Сень
- Спільно з Громадська організація інвалідів-воїнів АТО "Пульс життя" та  з ГО "Союз Ветеранів Десанту" 19 листопада 2016 року було проведено змагання "Ігри Героїв".«Ігри Героїв» - це змагання з кросфіту, який складається із вправ на силу та витривалість.